# Нечипорук Василь Васильович
Нечипорук Василь Васильович — український фізик, доктор фізико-математичних наук, професор.

## Життєпис
Народився 26 вересня 1938 року у Федорівці. У 1956 закінчив Коростишівське педагогічне училище. Працював учителем.
У 1965 закінчив Чернівецький державний університет. З 1968 по 1971 — аспірант кафедри теоретичної фізики ЧДУ. У 1971 здобув науковий ступінь кандидата фіз.-мат. наук. З 1972 по 1976 — викладач та доцент кафедри загальної фізики, декан загально-технічного факультету, у 1987—1999 — зав. кафедрою фізичної хімії. З 1989 — доктор, з 1990 — професор.
Наукові інтереси пов'язані з розробкою і узагальненням підходу континуальної нерівноважної термодинаміки на перервно-неперервні фізико-хімічні системи у зовнішніх полях; з дослідженням поведінки далеких від рівноваги фізико-хімічних систем з нестабільностями, що породжують часову та просторову впорядкованість. Член бюро наукової ради АН СРСР з хімічної термодинаміки і термохімії. Голова секції термодинаміки нерівноважних процесів біологічних систем. Член Нью-Йоркської академії наук.

## Джерело
- Нечипорук Василь Васильович [Архівовано 11 березня 2016 у Wayback Machine.]

| Володимир Вернадський | Це незавершена стаття про українського науковця. Ви можете допомогти проєкту, виправивши або дописавши її. |